# Борис Љатошински
Борис Љатошински (укр. Бори́с Миколáйович Лятоши́нський; 3. јануар 1895 – 15. април 1968) био је украјински композитор, диригент и универзитетски професор. Као водећи члан нове генерације украјинских композитора 20. века, награђен је бројним признањима, укључујући почасну титулу Народног уметника Украјинске ССР и две Стаљинове државне награде.
Основно образовање стекао је у породици. Одрастао је у околини где се високо цениле пољска књижевност и историја. По завршетку школе 1913. године уписао се на Правни факултет Кијевског универзитета, а као дипломац запослио се да предаје музику на Кијевском конзерваторијуму. Током 1910-и Љатошински је написао 31 дело различитих музичких жанрова. Током 1930-их путовао је у Таџикистан да проучава народну музику и компонује балет о животу локалног становништва. Од 1935. до 1938. и од 1941. до 1944. предавао је оркестрацију на Московском конзерваторијуму. Током рата, Љатошински је евакуисан и предавао је на огранку Конзерваторијума у Саратову, где је радио на аранжманима украјинских песама и организовао транспорт украјинских музичких рукописа на сигурно.
Главна дела Љатошинског су његове опере Златни прстен (1929) и Пет симфонија, Увертира на четири украјинске народне теме (1926), свите Тарас Шевченко (1952) и Ромео и Јулија (1955), симфонијска поема Гражина (1955), његов „словенски” клавир концерт (1953), и завршетак и оркестрација Глијеровог виолинског концерта (1956). Многе његове композиције су ретко или никад извођене током његовог живота. Снимак Љатошинскових симфонија из 1993. први пут је донео његову музику публици широм света.
Упркос томе што су совјетске власти критиковале његов рад и званично забраниле композиције попут Друге симфоније, Љатошински се никада није придржавао стила социјалистичког реализма. Његова музика је писана модерним европским стилом, и вешто укључује украјинске теме. На његов рани музички стил утицала је његова породица, учитељи и његова будућа супруга Маргарита Царевич. Он има рођаке  који су пољски огранач породице, што је довело је до тога да су пољске теме биле централне за многа његова дела. Такође је црпио инспирацију за своје ране композиције од Чајковског, Глазунова и Скрјабина. Његов музички стил се касније развио у правцу какав је фаворизовао Шостакович. Совјетски и украјински композитори који су студирали код Љатошинског и били под његовим утицајем су Мирослав Скорик и Валентин Силвестров.

## Биографија

### Породица и рани живот
Ррођен је 3. јануара 1895. у Житомиру, Украјина (тада део Руског царства). Родитељи су му били и музикални и добро образовани. Основно образовање стекао је код куће. Породица Љатошински преселила се са Борисовим оцем Миколом Љатошинским, наставником историје, који је током своје каријере био директор гимназија у Житомиру, Немирову, Кијеву и — од 1908. до 1911. — у Златопољу.  Мајка Љатошинског Олга Борисовна свирала је клавир и пева.алмао је о старију сестру нуН.
Пољска књижевност и историја су били веома цењени у домаћинству током његовог одрастања; Борис је као дечак много читао, посебно историјска и романтична дела Хенрика Сјенкијевича и Стефана Жеромског. Своје ране музичке композиције потписивао је псеудонимом „Борис Јакса Љатошински“, користећи име пољског витеза који се борио у бици код Гринвалда. Његови најранији комади укључивали су мазурке, валцере и шопенијански скерцоСкерцо, који мало личе на композиције написане касније у животу. Пољска страна породице Љатошинског довело је до тога да су пољске теме биле централне за већи део његовог рада. Град Житомир је био културни и административни центар региона који су дуго насељавали етнички Пољаци, а његов први учитељ музике био је пољског порекла.
Љатошински је завршио Житомирску гимназију 1913. године. Касније у животу, сећао се да је у школи „заиста постао заинтересован за музику“; савладао је виолину, и створио своје прве композиције, које су укључивале клавирски квартет. Комади, иако наивни и неоригинални, открили су његов музички таленат и мотивисали његовог оца да подстакне његове напоре као композитора школараца. У Златопољу је ишао на часове клавира код школског наставника којег се касније сећао са великом топлином. Године 1914. први пут је упознао своју будућу супругу Маргариту Царевич.

### Студентске године
Музиколози сматрају да је прво дело које је Љатошински написао мазурка, написано 20. јануара 1910, када је имао 15 година. Међутим, током 1910-их, Љатошински је написао 31 дело различитих музичких жанрова — од којих је 20 откривено 2017 — од којих ниједно није било познато његовим претходним биографима. Комади су научницима пружили назнаку креативног потенцијала младог композитора.
Године 1913, по савету свог оца, Љатошински је уписао Правни факултет Кијевског универзитета. Када је његов клавирски квартет јавно изведен на очев рођендан, локална штампа је хвалила дело, иако се знало да је клавирски сегмент био превише доминантан у односу на читаву композицију. Породица Љатошински одлучила је да замоли композитора Рајнхолда Глијера, тада директора и професора новоотвореног Кијевског конзерваторијума (данас Национална музичка академија Украјине Чајковски), да га подучава композицији. Његова мајка је донела Глијеру партитуру квартета и Глијер је пристао да га подучава. Сачувана је разгледница која гласи: „Позивам Његову Екселенцију господина Бориса Љатошинског на свој први час. Професор Глиер.“ На развој раног музичког стила Љатошинског утицала је његова породица, учитељи и будућа супруга Маргарита Царевич — у писмима писаним између 1914. и 1916. он износи своје прве идеје о писању музике.
Љатошински је дипломирао Конзерваторијуму 1918. године. Након што је следеће године дипломирао на Конзерваторијуму, тамо се запослио као наставник музичке композиције. Током студентских година компоновао је свој Гудачки квартет бр. 1, Оп. 1 (1915), Симфонију бр. 1, оп. 2 (1918 – 1919, ревидиран 1967). Према музиколозима Игору Савчуку и Татјани Гомон, можда најтрагичније од његових раних клавирских дела је Ожалошћени прелудиј, прелазно дело и једно од његових најмоћнијих, које је написано 19. децембра 1920, на дан смрти његовог оца од тифуса.
Током овог раног периода развоја Љатошинског као композитора, он је црпео инспирацију из дела Петра Иљича Чајковског, Александра Глазунова и Александра Скрјабина. Многи млади композитори Руске империје су на сличан посматрали Скрјабинове експерименте као прекретницу у музици. Његов Клавирски трио бр. 1 (1922) за виолину, виолончело и клавир је дело које покушава да има већи динамички садржај и сложеност а поједини делови су контрастнији него у претходним радовима.

### Каријера на Кијевском музичком конзерваторијуму
Од 1922. до 1925. Љатошински, тада 25-годишњи предавач и наставник композиције на Кијевском музичком конзерваторијуму, организовао је и водио Украјинско друштво за савремену музику и именован је за професора композиције 1935.
Током 1920-их, комунисти су увели политику <i>коренизације</i> осмишљену да негују локалне културе као начин да се поткопа оно што се доживљавало као империјална доминација, што је довело до друштвене атмосфере и стања у култури које је охрабрила Љатошинског и његове савременике да буду експериментални и иновативан. Током прве половине деценије, концентрисао се углавном на компоновање камерне музике за виолину и клавир, пишући дела као што су његов Други гудачки квартет, Трио за клавир, виолину и виолончело и две клавирске сонате. Такође је компоновао песме, од којих су неке биле засноване на стиховима кинеских древних песника. Рефлексије (1925), циклус од седам комада за клавир, једно је од малог броја дела за инструмент Љатошинског; остала његова дела су сонате (написане 1924. и 1925), Балада (1928), свита (1942) и седам од десетњегових компизиција написаних 1942. и 1943.
Током 1920-их, Љатошински је компоновао серију романси заснованих на делима песника, укључујући Хајнриха Хајнеа, Константина Балмонта, Пола Верлена, Оскара Вајлда, Едгара Алана Поа, Персија Биша Шелија и Мориса Метерлинка, и укључујући поставку Хајнеове песме „Блацк са на чамцу“ (1922 – 1924). Остала дела укључују његову Сонату за виолину и клавир (1924) и Гудачки квартет бр. 3. Његова опера Златни прстен (написана 1929), заснована на роману украјинског писца Ивана Франка, описује борбу Украјинаца против монголских освајача у 13. веку. Сматрало се да Златни прстен није у складу са доктрином Комунистичке партије. Његова друга опера, Shchors (opera) (1937), заснована је на причи украјинског комунисте Миколе Шчорса о сукобу у Украјини који је уследио након завршетка Првог светског рата. Соната за клавир бр. 1 објављена је у Москви 1926. године. Године 1926. компоновао је увертиру засновану на украјинској народној музици — Увертира на четири украјинске теме што је био његов први покушај да интегрише сопствени музички стил са оригиналним народним мелодијама. У јуну те године, Глијер је извео премијеру Прве симфоније Љатошинског у концертном програму.
Током 1931-1932 – Љатошински је написао оркестарску свиту за оркестар. Од 1932. до 1939. био је члан одбора Бироа Савеза композитора Украјине. По налогу званичника Одеског позоришта опере и балета, Љатошински је отпутовао у Таџикистан да проучава народну музику и компонује балет о животу локалног становништва. Након посете Таџикистану, компоновао је Три комада на основу тема народних песама за виолину и клавир, засноване на народној музици из региона.

### Московски конзерваторијум
- Композир чији глас не долази до народа није чак ни нула, него негативна вредност. Настојаћу да приближим моју музику народу.

Борис Лјатошински
Од 1935. до 1938. и од 1941. до 1944. године, Љатошински је предавао оркестрацију на Московском конзерваторијуму.
Другу симфонију у Бе-дуру наручио је 1933. Организациони биро Савеза совјетских композитора, да би била премијерно изведена у Москви заједно са низом других дела украјинских композитора. Радећи на симфонији шест месеци током 1934, Дело је критиковано у штампи, иако је тек требало да буде изведено, а један критичар је написао: „Друга симфонија својом спољашњом сложеношћу и импозантним звуком напушта утисак крајње празног, натегнутог дела“. Због тадашње националне жалости за совјетским политичарем Григоријем Орџоникидзеом, премијера је отказана.
Љатошински је био председник Савеза композитора Украјине 1939. У априлу 1948, Љатошински је дошао на Националну конференцију композитора у Москви, иако је искључен из Савеза совјетских композитора.

### Евакуација у Саратов
Када је претња Кијеву постала стварна током немачке инвазије на СССР, влада у Москви је радила на заштити главних уметничких организација и уметника у граду. Позоришне групе, оркестри и композитори евакуисани су у унутрашњост СССР-а. Док су радили на развоју културе и уметности република у које су послати, украјински уметници су истовремено наставили да развијају националну музику.
Многи факултети Московског конзерваторијума, укључујући и музички одсек, пресељени су у Саратов, град близу Волге. Евакуисан тамо заједно са својим колегама, У Саратову је украјинска радио станица Тарас Шевченко емитовала политичке говоре и дневне концерте украјинске музике.
Током свог периода евакуације, Љатошински је предавао у Саратовском огранку Московског конзерваторијума. Радио је на аранжманима украјинских песама, које су потом емитоване. Компоновао је неколико камерних дела, као што су Украјински квинтет (1942, 2. издање 1945), Гудачки квартет бр. 4 (1943), свиту украјинских народних мелодија за гудачки квартет (1944) и свиту за квартет дрвених дувачких инструмената (1944). Успоставио је контакте и сарађивао са администраторима локалне Концертне дворане и Радио комитета; преузео је одговорност и водио операције за спасавање и транспорт украјинских музичких рукописа на сигурно.
Композиторова нећака Ија Сергејевна Царевич одгајана је у кући композитора од пете године. Она се присетила када су немачке трупе користиле кијевску кућу Љатошинског у улици Лењина као штаб. Како је постојала опасност да све што је било у кући може бити изгубљено, таст Љатошинског је колима однео све његове папире у породичну дачу у Ворзелу, изван Кијева, где су чувани до завршетка рата.

### Послератна каријера
Септембра 1943. Љатошински је позван од стране Московског конзерваторијума да тамо ради годину дана, али се 10. новембра 1943, након ослобођења Кијева, вратио првим летом назад у град, као део делегације у којој су били песници. Максим Рилски и Никола Бажан и уметник Михаил Дерехус.
После рата написао је низ симфонијских песама и других оркестарских дела: Возз'єднання (1949); свита Тараса Шевченка (1952); његов Словенски концерт за клавир и оркестар (1953);  На берегах Вісли (На обалама Висле, 1958); Трећа, Четврта и Пета симфонија, Словенска увертира (1961), Гражина (1955), написана за стогодишњицу смрти пољског песника Адама Мицкјевича, заснована је на Мицкјевичевој песми Гражина, о кнегињи која је повела свој народ у рат против Тевтонског реда и Пољска свита (1961) посвећена његовој пријатељици пољској композиторки и виолинисткињи Гражини Бацевич.
Године 1948, када је формализам у музици поново нападнут, Друга симфонија Љатосинског је проглашена антинационалном и формалистичком. То је осудио Централни комитет Комунистичке партије Совјетског Савеза, који је изјавио: „Антинационални формалистички тренд у украјинској музичкој уметности манифестовао се првенствено у делима композитора Б. Љатошинског. Ово је дисхармонично дело, претрпано неоправданим громогласним звуцима оркестра који депресмирају слушаоца, а мелодијски – симфонија је сиромашна и безбојна.” У то време је писао о својој малодушности због забране његових композиција од стране власти. Након што је извођење дела забрањено, Љатошински је писао свом пријатељу Глијеру: „Као композитор сам мртав и не знам када ћу васкрснути“.
Трећу симфонију јавност није чула неколико година. Диригент Натан Ракхлин био је довољно храбар да га изведе у препуној концертној дворани током дневног наступа. Љатошински је написао Глијеру да му је је „препуна сала буквално изазвала овације“. Међутим, композитора су оптужили за „апстрактно разумевање борбе за мир“, а власти су му рекли да симфонија не „открива праву совјетску стварност“.
Златни прстен је реактуелизован за време Хрушчовске одмрзавања, када га је поставио Д. Смолич у Лавову.
Током 1960-их, Љатошинском, који је тада био члан Савеза композитора СССР-а, било је дозвољено да иде на „културна“ путовања у иностранство, где је упознао колеге композиторе. У пратњи супруге посетио је Аустрију, Швајцарску и друге земље. Био је члан жирија Међународног такмичењаЧајковски у Москви 1958. и поново 1962. године, део жирија такмичења Белгијских квартета у Лијежу (1956, 1959. и 1962) и дио жирија на Музичком такмичењу Микола Лисенко у Кијеву 1965. Био је уметнички директор Украјинске филхармоније и радио је као музички консултант у Државном радио комитету Украјине. Путовао је у Пољску у неколико наврата на фестивале савремене музике у <i>Варшавској јесени</i>. Године 1957, као представник Савеза композитора СССР-а, отпутовао је у Бугарску на прославу стогодишњице смрти Михаила Глинке.
Последњих година свог живота, Љатошински је завршио Свечану Увертиру оп. 70 (1967) за оркестар. Умро је 15. априла 1968. и сахрањен је на Бајковском гробљу у Кијеву; на његовом гробу је касније подигнута биста.

## Почасти, награде и комеморације
- Стаљинове награде (друга класа (1946) –  за украјински квинтет ; прва класа (1952) –  за музику за филм Тарас Шевченко из 1951. [3] [19] [37]
- Национална награда Шевченко (1971) ( постхумно ) – за оперу Златни прстен [38]
- Народни уметник Украјинске ССР (1968) [5]
- Орден Лењина [4]
- Државна награда Пољске –  за јачање руско-пољског пријатељства' (1963) [3]
- Национална награда Шевченко (додељена постхумно 1971) [5]

У част композитора у Житомиру је подигнут споменик Љатошинском. У Кијеву је постављена комеморативна плоча на кући у којој је живео од 1944. до 1968. године (сада улица Б. Хмељницког бр. 68), а 1977. године једна улица у Кијеву је преименована у његову част.  Соба је посвећена Љатошинском.
Кијевски камерни хор је назван по Љатошинском.
 Музички фестивал у Харкову покренуо је 2020. Такмичење младих композитора Борис Љатошински.

## Извођење радова
Љатошински је написао разна дела, укључујући пет симфонија, симфонијске песме и неколико краћих оркестарских и вокалних дела, две опере, камерну музику и низ дела за соло клавир. Написао је скоро 50 песама. Реализовао је четири гудачка квартета, 1915, 1922, 1928 и 1943. На његове најраније композиције (као што је Прва симфонија) утицали су композитори експресионизма Скрјабина и Сергеја Рахмањинова. Љатошински је писао музику модерним европским стилом и техником, вешто је комбинујући са украјинским темама. Његов музички стил се касније развио у правцу који је фаворизовао Шостакович, што је представљало проблем совјетским критичарима тог времена, и као резултат тога, Љатошински је оптужен (заједно са Сергејем Прокофјевом и Шостаковичем) за формализам и стварање дегеричне уметност.
Главна дела Љатошинског су опере Златни прстен и Шчорс, пет симфонија, Увертира на четири украјинске народне теме (1926), свите Тарас Шевченко (1952) и Ромео и Јулија (1955), симфонијска поема Гражина (1955), Словенски концерт за клавир и оркестар (1953), и завршетак и оркестрација Глијеровог виолинског концерта (1956).
Компоновао је филмску музику за филмове као што је Кармелиук (1931), Иван (1932), Тарас Шевченко (1951), Иван Франко (1956, са Миколом Колесом) и Григори Сковорода (1959).
Многе његове композиције су ретко извођене или нису уопште извођене током његовог живота. Године 1993, снимак његових симфонија америчког диригента Теодора Кучара и Украјинског државног симфонијског оркестра проширио је интересовање за његову музику већем броју људи ван Украјине.

### Симфоније
Симфоније Љатошинског „одсликавају нагласке периода њиховог састава“. Музички писац Грегор Таси је сугерисао да је његова Прва симфонија (1918 – 1919), најранија симфонија која је настала у Украјини после Максима Березовског. Више мелодијски и скрјабински у поређењу са његове четири друге симфоније, написана је као његова дипломска композиција у време када је био под утицајем музике Скрабина и Рихарда Вагнера. Извођење композиције дириговао је Глијер 1919. Прва симфонија је описана у издању The Penguin Guide to Compact Discs из 1999. године као „добро израђена, самоуверена партитура“ која „обилује контрапунктном разрадом и богатом оркестарском реториком“. У симфонији је изражена слична визија рата као и у Симфонији бр. 5 Николаја Мјасковског. Рефлективни други став задржи последњи део композиције који је, према историчару музике Феруциу Тамару, „не само динамично, већ чак и херојског карактера, у блиској сагласности са укусима совјетског симфонизма у настајању“.
Ратоборна <i>Трећа симфонија</i> (1951 – 1954), са својим борбеним првим ставом, упоређена је са Шостаковичевом познатијом <i>Симфонијом бр. 7</i>, али други делови композиције, као што је почетак другог става, имају лични и оригиналан став. лиризам и маштовита оркестрација, као на пример на крају дела, када се враћа народна песма (први пут која се чује у уводном ставу) уз пратњу лимених и звона. Најдужа и можда његова најпопуларнија симфонија, лирског је звука као и Прва, али мање изведена и сигурнија. Према The Penguin Guide to Compact Discs, Трећа симфонија се „напорно труди да буде добра совјетска симфонија“; финале дела које звучи самоуверено је осмишљено да помогне како би дело стекло политичку прихватљивост.
Последње две симфоније Љатошинског потпуно се разликују од својих претходника — композитор Валентин Силвестров, који је студирао код Љатошинског, присетио се да је Љатошински, када је писао своје последње две симфоније, „изгледао да припада другој планети“. Према одређеним музиколозима Украјинци су његове симфоније сматрали врхунцем модерне украјинске музичке културе. Четврта симфонија (1963) је експресивно савременог карактера, изазовна за слушаоца због својих атоналних аспеката и више подсећа на Шостаковичева дела.
У његовој Петој симфонији („Словенска“, у Це-дуру, (1965–1966), која укључује литургијске мелодије из православне цркве, компонована музика је више постнационалистичке природе него друга дела настала у овом периоду у У каријери композитора, Љатошински је укључио руску народну песму као главну тему и песму из Југославије као споредну тему. Слично Глијеровој симфонији бр. 3, алудира на Иљу Муромца, легендарног руског ратника.
Љатошински је написао оперу Шорс (1937–1938, ревидиран као Командант 1948) и Свечану кантату (1939). Године 1927. уредио је и аранжирао партитуру за комичну оперу Аенеида Миколе Лисенка из 1910. (1927) и за Лисенковог Тараса Булбу (1936 – 1937).
Златни прстен је најзначајнији пример украјинске историјске опере у првој половини 20. века, први пут постављене 1930. године. Музика и либрето спајају историјске, митолошке и друштвене теме, а партитура Љатошинског органски комбинује савремене музичке изразе (као што су лајтмотиви ) са украјинским народним мелодијама. Златни прстен је био први пример оркестарског „симфонијског” дела у историји украјинске опере. Појавио се на крају епохе креативног експериментализма, која се завршила доласком стаљинизма. Током наредне три деценије, опера није успела да се учврсти на репертоару.
Критичари су хвалили мања дела Љатошинског. Они укључују Интермецо из Другог гудачког квартета, оп.4 (1922) оркестриран раних 1960-их, и Лирску песму (1964), елегију написану у знак сећања на Глијера. Оркестрирану верзију Интермеца, која се према британском новинару класичне музике Мајклу Оливеру састоји од „нежних мелодија које лебде преко нежно љуљајућег пулса“, хвали као „магичну“. Импресионистички додири у мањим делима Љатошинског могу се видети у другом и петом делу његових Рефлексија, где користи квалитет тона инструмената, пролазне слојеве хармонија и променљиве ритмове.

## Углед и наслеђе
Љатошински је један од најцењенијих и најутицајнијих украјинских композитора 20. века, и кључна личност модерне школе украјинске музике, чија дела доследно показују његово мајсторство композиције и оркестрације. Према The New Grove Dictionary of Music and Musicians он је један од три украјинска уметника прве половине 20. века који су добили међународно признање, и најуспешнији украјински композитор који се појавио након смрти Дмитрија Бортњанског 1825.
Совјетски и украјински композитори који су студирали код Љатошинског и били под његовим утицајем су Игор Боелза, Ихор Шамо, Глеб Таранов, Мирослав Скорик, Јевхен Станкович, Леонид Храбовски, Иван Карабитс, Силвестров, који је посветио симфонију свом учитељу. Учитељски метод Љатошинског примарно карактерише жеља да његови ученици науче да самостално мисле.
Његова преписка са старим пријатељем и учитељем Глиером објављена је 2002. Лутеранска црква Свете Катарине у Кијеву била је 28. октобра 2018. године домаћин концерта хорских дела Љатошинског „Под јесењим звездама“.